# زيغمونت كالنوسكي
زيغمونت كالنوسكي (بالبولندية: Zygmunt Kalinowski) هو لاعب كرة قدم بولندي في مركز حراسة المرمى، ولد في 2 مايو 1949 في Laski, Grójec County ‏ في بولندا. شارك مع منتخب بولندا لكرة القدم. أما مع النوادي، فقد لعب مع شلوسك فروتسلاو وليغيا وارسو.

## وصلات خارجية
- زيغمونت كالنوسكي على موقع الاتحاد الدولي (مؤرشف)  (الإنجليزية)
- زيغمونت كالنوسكي على موقع قاعدة بيانات كرة القدم.إي يو (الإنجليزية)
- زيغمونت كالنوسكي على موقع ناشيونال فوتبول تيمز (الإنجليزية)
- زيغمونت كالنوسكي على موقع Soccerway.com (الإنجليزية)
- زيغمونت كالنوسكي على موقع عالم كرة القدم.نت (الإنجليزية)